# Архангельский областной комитет КПСС
Арха́нгельский областно́й комите́т КПСС — руководящий партийный орган областной организации Коммунистической партии Советского Союза, существовавший в Архангельской области с 1937 по 1991 год. Являлся высшим органом  областной организации КПСС между областными конференциями КПСС. Образован вместе с областью на части территории бывшей Северной области. Располагался в областном центре – городе Архангельске.
Комитет избирался областными конференциями КПСС. Занимался реализацией решений областных конференций, организацией и утверждением районных партийных организаций Архангельской области, выполнением решений ЦК партии. Подчинялся (до 1990 года) Центральному комитету КПСС ( с 1990 – ЦК коммунистической партии РСФСР).
Для повседневного руководства работой областной партийной организации обком избирал бюро, а для рассмотрения текущих вопросов и проверки их исполнения создавал секретариат. На пленумах комитетов утверждались также председатели партийных комиссий, заведующие отделами этих комитетов, редакторы партийных газет и журналов. Для рассмотрения текущих вопросов и проверки их исполнения создавался секретариат. Пленум областного комитета созывался не реже одного раза в четыре месяца.
Высшим должностным лицом областной организации КПСС являлся первый секретарь, избиравшийся на пленуме областного комитета КПСС по предложению секретариата Центрального Комитета КПСС. Кандидатуры второго (как правило, отвечал за организационные вопросы) и третьего секретарей (как правило, отвечал за идеологические вопросы) согласовывались также с секретариатом ЦК КПСС.
Обком КПСС отвечал за проведение политики партии в области, вёл политическую и организаторскую работу по выполнению всеми государственными и общественными организациями директив и решений партии, указаний её Центрального комитета, проводил идеологическую работу, руководил работой Советов депутатов трудящихся, профсоюзов, комсомола и других организаций, а также средств массовой информации через работающих в них коммунистов, решал социально-экономические задачи, контролировал деятельность учреждений науки, культуры, образования, занимался подбором и расстановкой руководящих кадров, организацией учреждений партии в пределах области.
23 августа 1991 года деятельность КПСС на территории РСФСР была приостановлена, а 6 ноября того же года запрещена.

## Первые секретари
- 09.1937 — 5.11.1937 Конторин, Дмитрий Алексеевич
- 05.11.1937 — 07.1938 Никаноров, Александр Филиппович (и. о. первого секретаря)
- 20.07.1938 — 26.02.1939 Никаноров, Александр Филиппович
- 26.02.1939 — 01.1945 Огородников, Георгий Петрович
- 01.1945 — 12.1948 Николаев, Борис Фёдорович
- 12.1948 — 11.1955 Латунов, Иван Сергеевич
- 11.1955 — 26.10.1960 Логинов, Савелий Прохорович
- 26.10.1960 — 11.1960 вакансия, исполнял обязанности 2-й секретарь Архангельского областного комитета КПСС Костров, Константин Константинович
- 11.1960 — 24.03.1967 Новиков, Константин Александрович
- 24.03.1967 — 21.11.1983 Попов, Борис Вениаминович
- 21.11.1983 — 23.11.1989 Телепнёв, Пётр Максимович
- 23.11.1989 — 06.1990 Гуськов, Юрий Александрович
- 06.1990 — 08.1991 Громогласов, Анатолий Иванович

## Вторые секретари
- 5.10 — 5.11.1937 Некрасов, Семён Павлович
- 1940—1941 Латунов, Иван Сергеевич
- 1941 — 10.1942 Фёдоров, Александр Григорьевич
- 1945 — 11.1946 Латунов, Иван Сергеевич
- 1.1951 — 11.1955 Логинов, Савелий Прохорович
- 1.1956 — 3.1957 Новиков, Константин Александрович
- 3.1957 — ? Кадашёв, Александр Фёдорович